# Prins Albert-piercing
Een Prins Albert-piercing (PA) is een piercing die door de eikel van de penis aangebracht wordt. Er bestaat ook een “omgekeerde Prins Albert-piercing” die binnengaat door de urinebuis en naar buiten komt door een gaatje in de bovenkant van eikel. Het is een van de populairste piercings voor penissen.
De PA geneest sneller dan andere piercings. Dit komt doordat het gebied veel vaten heeft en het weefsel vrij elastisch is. Het genezen duurt ongeveer één tot twee weken, hoewel de huid pas echt sterk is na een maand of negen.
Sommigen beweren dat de piercing het genot bij de seks verhoogt doordat de ring in de eikel ronddraait waardoor deze zowel de binnenkant als de buitenkant van de eikel stimuleert.
Voor veilig vrijen met een condoom hoeft de ring niet te worden verwijderd omdat de ring geen scherpe uitsteeksels heeft.
Deze piercing kan verlengd worden tot een apadravya.

## Geschiedenis
De piercing is genoemd naar prins Albert van Saksen-Coburg en Gotha, de gemaal van de Britse koningin Victoria. Het verhaal luidt: In dit Victoriaanse, preutse tijdperk droeg men aan de hoven zeer strakke, maillotachtige pantalons, en Albert liet door een chirurgijn deze piercing aanbrengen, zodat de penis met een koordje vastgebonden kon worden rond het middel zodat er geen bobbel in de kruisstreek zichtbaar zou zijn. Er zijn echter geen concrete bewijzen dat hij zo'n piercing droeg en dit wordt dan ook beschouwd als een broodjeaapverhaal. De werkelijke oorsprong van deze piercing ligt in de New Yorkse homo- en SM-scene, waar de piercing begin jaren zeventig is ontwikkeld. Met de latere popularisering van piercings werd ook deze piercing meer gemeengoed.

## Plaatsing
De plaatsing hangt af van de anatomie van de man. Indien deze besneden is, dan gaat deze recht door waar het toompje was. Indien onbesneden, dan wordt deze bij linksdragende heren rechts gezet en bij rechtsdragende heren links van het toompje. De piercing heeft een dikte van doorgaans 2,4  of 3,2 mm. Dunner is af te raden omdat dit te veel snijdt en dikker is af te raden omdat dit te invasief is. Nadien (ca. 9 maanden) wordt er vaak opgerekt, maar zelden meer dan 4 mm, vanwege het comfort.

## Sieraden
Meestal draagt men een CBR (ringetje met een bolletje), maar ook een segmentring of een tribal dream ring zijn mogelijk. Een bananabel past wel, maar de meesten vinden dit bijzonder oncomfortabel, omdat een van de bolletjes in de urinebuis kan geraken en de piercing er dan "uitbungelt". Een laatste optie zijn de "prince wands", maar deze gelden op langere termijn ook als oncomfortabel.

## Nadelen
Het piercen zelf is een zeer korte pijnlijke schok (minder dan een seconde). De eerste twee weken daarna kan een enigszins branderig gevoel ontstaan bij het urineren. Ook kan 's nachts bloed in het beddengoed gelekt worden. Dat is te minimaliseren door veel water en weinig alcohol te drinken.